# Eloy Erentxun
Eloy Erentxun Onzalo (Arroa-Cestona, Guipúzcoa, 1904 - San Sebastián, Guipúzcoa, 1997), pintor. Se caracterizó por sus diversos trabajos paisajísticos, centrados especialmente en el País Vasco.

## Vida
Estudió Magisterio en Vitoria y Pamplona y ejerció de profesor hasta 1941. Empezó a interesarse por el dibujo y la pintura mientras todavía era maestro en Cirieño, Asturias, dibujando figuras de sus alumnos en la escuela.
En 1942 se traslada a Madrid, dónde profundiza en sus conocimientos artísticos en la Asociación de Pintores y Escultores.
Después viviría en las ciudades de Barcelona, Vitoria y Caracas (Venezuela), en esta última durante un período de 15 años (1950-1965), antes de afincarse definitivamente en San Sebastián, en su País Vasco natal.
Se casaría con Mª Carmen Menoyo Lejarza.

## Obra
Trabajó sobre todo el óleo sobre lienzo, aunque también se conservan dibujos a lápiz, carboncillo, bolígrafo o rotulador.
La mayoría de sus obras retratan la diversidad de paisajes del País Vasco, si bien también pintó en muchas otras provincias de España, así como en Venezuela. En menor medida, también trabajó el retrato.